# Малакова Олена Георгіївна
Олена Георгіївна Мала́кова (нар. 12 травня 1960, Київ) — український графік; член Спілки художників України з 1992 року.

## Біографія
Народилася 12 травня 1960 року в місті Києві (нині Україна), дочка графіка Георгія Малакова. 1984 року закінчила Київський художній інститут, де навчалася у Тимофія Лящука, Андрія Чебикіна, Василя Чебаника.
Після здобуття мистецької освіти працювала у Києві в дизайнером в Інституті надтвердих матеріалів Академії наук Української РСР; у 1985—1988 роках — оформлювачем інформаційних передач на телебаченні; у 1992—2005 роках — художником відділу створення моделей мультиплікаційних персонажів французько-української мультиплікаційної компанії «Борисфен-Лютес»; у 2006—2009 роках — художником видавництва «Казковий вечір»; у 2012—2015 роках — оформлювачем молодіжного спортивного центру «Десантник». Нині на творчій роботі.
Мешкає у Києві в будинку на вулиці Дашавській, № 27.

## Творчість
Працює у галузях станкової і книжкової графіки. Авторка серії дитячих діафільмів, ілюстрацій до підручників у видавництві «Освіті», афіш, плакатів, екслібрисів, логотипів. Серед робіт:
ілюстрації до
- роману «Майстер і Маргарита» Михайла Булгакова (1984–2003);
- книги «Про Київ для дітей та батьків» Михайла Кальницького (2015).

графіка
- «Сьогодні на морі хмарно» (1990);
- «Кондитерський відділ» (1993);
- «Гамір міста» (1998);
- «Ялтинське кафе» (2001);
- «Кокос» (2001);
- «Балкончик на вулиці Прорізній» (2009);
- «Галас міста» (2010);
- «Застілля» (2011);
- «Затишний двір Дашавської вулиці» (2011);
- «Очікування (Індустріальний міст)» (2011);
- «Татусь довірив кермо» (2011);
- «Майдан. 12 грудня 2013 року» (2013).

Учасниця міських, всеукраїнських, всесоюзних мистецьких виставок з 1980-х років.